# Gościno
Gościno (en allemand : Groß Jestin) est une ville de la voïvodie de Poméranie occidentale, dans le nord-ouest de la Pologne. Elle est le siège de la gmina de Gościno, dans le powiat de Kołobrzeg. Sa population s'élevait à 2 774 habitants en 2012. 

## Histoire
Elle a le statut de ville depuis le 1er janvier 2011.